# アカギ 〜闇に降り立った天才〜
『アカギ 〜闇に降り立った天才〜』（アカギ やみにおりたったてんさい）は、福本伸行による日本の麻雀漫画。『近代麻雀』（竹書房）で1992年4月号から2018年3月1日号（同年2月1日発売）まで、隔号（月1）連載された。

## 概要
同著者作品『天 天和通りの快男児』からのスピンオフとして、同作の登場人物である“伝説の雀士”赤木しげるの高い人気を受け、彼を主役とし、その若き日の伝説を築き上げていく姿が描かれた作品。他の作品同様、その人気の理由は人間の内面を事細かな心理描写をもって表されているところにあり、福本作品の中で最長連載記録を打ち立てた（単行本数は『賭博黙示録カイジ』シリーズの方が多い）。2017年2月時点でコミックスの累計発行部数は1200万部を突破している。
心理描写が作品の中心ということだけあって、時に遅々として物語が先に進まないこともある。著者の福本はテレビアニメ版のガイドブック上でのインタビューで「短くしたいと思っている」と語っていたものの、「鷲巣麻雀編」に至っては、作品内の設定では半荘6回の勝負であるが、決着に20年近くを費やした。2013年には決着を思わせる決定的な局面を迎えたものの、舞台は「地獄」に移り、鬼退治編に突入。麻雀は完全に中断され、地獄の屈強な鬼たちと、鷲巣たち亡者とのコミカルな戦いが約1年にわたり描かれ続けた。その後、鷲巣が地獄の幻想から目を覚まし闘牌が再開されたオーラスは約3年を費やした。『近代麻雀』2017年4月1日発売号掲載回で、序章を含めると20年に渡った「鷲巣麻雀編」が決着した。なお、担当編集者は長期連載の途中で離れていった読者の存在を認める一方で「面白いアイデアを積み上げていった結果」であり、引き延ばしではないと述べている。
福本は講演会において「鷲巣戦の後もストーリーは続けていく」との旨を発言しており、鷲巣戦終了がすなわちアカギ完結ではないことを示唆していたが、2017年2月12日に、この時点で残り11回が最終章であること、2018年2月1日発売号掲載回において最終回とすることが宣言され、実際に完結した。ただし、シリーズの完全終了というわけではなく、『近代麻雀』編集部によると「不定期に連載の続きを発表していく用意はある」としている。『近代麻雀』2019年5月1日発売号において、『天 天和通りの快男児』・『アカギ 〜闇に降り立った天才〜』の続編となる『闇麻のマミヤ』の第0話が掲載された。『近代麻雀』2019年7月1日発売号より本格連載開始。

## あらすじ
以下の金額は舞台となる年代当時のものであり、連載当時の価値に換算した金額がナレーションで入れられることがある。連載中は貨幣価値の変動がほぼ無かったために、初巻から鷲巣編までほぼ10倍以上で一定している（例えば第5話において「昭和33年の三百万は今の三千万以上」とナレーションが入り、第296話（鷲巣編の終わり）では「昭和40年の6億は現在の価値で約60億」と入る）。

### 中学生編（1 - 3巻）
1958年、深夜の雀荘。ツキの無い一般人・南郷は借金300万円の返済と自分の命を賭けて、貸主である川田組のヤクザ・竜崎と賭け麻雀に興じていたが、もはや後が無いほどまで追い詰められていた。そんな中、突然、一人の中学生・赤木しげる（アカギ）が現れる。実はアカギは不良少年同士のチキンランを生き残り、警察から逃亡中であった。流れを変えたい南郷は俺の甥だと嘘をつき、雀荘に留まることを許す。偶然か流れが変わり南郷は逆転の狙える手をテンパイする所まで持ってくるが、竜崎のリーチを警戒し、強く打つことができない。その様子を背後から見ていたアカギは「死ねば助かるのに…」と呟き、それを受けて南郷が開き直って打ち出すと通り、そのまま上がりに繋がり逆転を果たす。アカギから勝負強さを感じ取った南郷は、まだ麻雀のルールも知らないという彼に即席でそれを教え、代打ちを任す。途中でアカギを追って雀荘へやってきた悪徳刑事・安岡もまたアカギの才能を目前にし、非凡な才能を発揮したアカギは竜崎及びプロの代打ち・矢木をたやすく倒してしまうが、借金帳消しを受け入れず2度に渡って「倍プッシュ」を宣言。どちらかが倒れるまで勝負を続けるという彼を安岡が諫め、川田組との再戦の場を仲介する。
かくしてアカギは「倍プッシュ」で得た南郷の勝ち分600万円と安岡にも200万円を負担させた上で計800万円もの大金を賭けて、川田組若頭・黒崎の用意した裏世界で5本の指に入ると評される盲目の代打ち・市川と対決することとなる。

### 浦部編（4 - 7巻）
1964年。「伝説の夜」とも呼ばれたアカギと市川の戦いから6年経つが、それ以来、アカギは姿を消していた。その中で、安岡は代打ちを探していた川田組長にアカギを紹介する。「伝説の夜」にも同席していた若頭・石川は、その（実はニセモノの）アカギに違和感を覚える中で、昼間は町工場で働き、夜な夜なチンピラに喧嘩を吹っ掛けて過ごす本物のアカギを発見する。
川田の余興でアカギとニセアカギの麻雀勝負が決まるが、当日、ニセアカギはアカギとの勝負の前に戦うことになっていた藤沢組の代打ち浦部の罠に嵌り、天井の見えない高レート勝負へ持ち込まれ危機に陥る。ニセアカギを見限った川田は、賭け金3200万円に到達した勝負の代打ちをアカギに頼み、すでに南場に入った状況から一時は7万点ものリードを築く浦部と戦う。

### 仲井編（6巻 51話 - 7巻 56話）
浦部との戦いから数週間後。治はアカギに憧れ雀荘に通うも、彼のような華麗な打ち回しはできず悩んでいた。そこにアカギと戦いたいという真剣師の仲井に声を掛けられる。治は自分もアカギの居場所を知らないと答えるが、そこ偶然にアカギが現れる。仲井はアカギに半荘1回の勝負を挑み、アカギの勝負を受ける代わりに負けたら腕一本落とす、という条件にも躊躇せず「アカギを倒した」というステイタスを求めて対決する。
仲井は仲間との巧みな通しを使ってアカギを倒そうとするが、アカギはそれを容易く見破った上で勝負を進めていく。

### 鷲巣編（7巻 57話 - 35巻）
1965年。東京都内で、血が抜かれた若者の死体が多く発見される不可思議な連続怪死事件が起こる。その犠牲者の一人はニセアカギであり、そこから安岡は、犯人は政財界を裏から支配し、現代の王と称される怪老・鷲巣巌だと見当をつける。旧知の稲田組若頭・仰木と組んだ安岡は、アカギを使って鷲巣の全財産5億円を毟り取ることを提案する。
かくしてアカギ、安岡、仰木の3人は、特殊麻雀牌を使い、また挑戦者は金の代わりに血液を賭ける「鷲巣麻雀」に挑む。

### 手本引き編（36巻）
鷲巣麻雀から3年後。アカギは日本各地の賭場を周りながら、今は偶然の入る余地のないギャンブル・手本引きで大勝していた。1か月前に再会して勝手についてきた治とのやり取りの中で、アカギは鷲巣のことを思い出す。

## メディアミックス
1995年に柏原崇をアカギ役として起用した『闘牌伝アカギ』（とうはいでんアカギ）、続いて1997年に同じく柏原崇がアカギ役を務めた『雀魔アカギ』（じゃんまアカギ）以上2作がVシネマ作品としてリリースされ、2005年には『闘牌伝説アカギ 〜闇に舞い降りた天才〜』（とうはいでんせつアカギ やみにまいおりたてんさい）として日本テレビほかにてアニメが放送された。さらに1996年にはVシネマ版、2002年には漫画版、2006年にはアニメ版、それぞれを元にしたコンピュータゲームが制作・発売された。2015年7月から9月まで鷲巣麻雀編がテレビドラマ化、日テレアックスオンが制作し、BSスカパー!で放送された。
また、鷲巣を主人公にしたスピンオフ作品『ワシズ -閻魔の闘牌-』が原恵一郎によって漫画化。『近代麻雀オリジナル』（同社刊）にて、2008年7月号から2013年12月号まで連載された後、同誌の休刊に伴い『近代漫画』（同社刊）に移籍されて2014年6月号から11号まで連載された。

## 登場人物
担当声優は、特筆ない限りはテレビアニメ版の声優。担当俳優はテレビドラマ版 / Vシネマ版の順に記載。

### 主要人物
アカギ / 赤木しげる（あかぎ しげる）
声 - 萩原聖人 / 草尾毅（PS2版） / 内山昂輝（ポーカーチェイス）
演 - 本郷奏多 / 柏原崇
主人公。
常軌を逸した雰囲気を漂わせる白髪の青年（少年）。ギャンブル全般において異常なまでの勝負強さを発揮し、後に「神域の男」と呼ばれることになる。作中開始の1958年時点ではまだ13歳の少年ながら、既に勝負勘や思考原理は完成されたものがあり、以降、19歳（浦部編）から手本引き編（23歳）までの活躍が作中で描かれる。

南郷（なんごう）
声 - 小山力也
演 - 駿河太郎 / 尾藤イサオ
中学生編における狂言回し。また浦部編にも前半に登場する。
ガタイの良い若い男。一攫千金を狙った株やギャンブルの損失で竜崎から300万円の借金を抱え、負ければ保険金での支払い（＝死）という賭け麻雀に挑む。その文字通りの死闘の中で偶然にアカギと出会い、彼の博才を見込んで自らの代打ちとし、結果としてアカギの伝説を作り出した人物となる。最終的には市川戦での勝利によって借金返済に加えて400万円という大金を手に入れることとなるが、その際に自身とアカギとの勝負師としての違いに気づき、ギャンブルから足を洗い、まっとうな人生を送る覚悟を決める。
浦部編では本物のアカギを見つけた石川に頼まれ、確認すべく、6年ぶりに再会する。結果としてアカギとニセアカギの最初の対面にも居合わせることになるが、浦部戦には関与しない。
安岡（やすおか）
声 - 玄田哲章
演 - 神保悟志 / 寺田農
中学生編・浦部編・鷲巣編の登場人物。悪徳刑事。
四角い顔の中年男性。有能ではあるが、暴力団との綿密な繋がりなど、裏社会に通じた悪徳刑事。後述の経緯からアカギの才能を知り、以降、彼を利用しての一儲けを企んで、自らの人脈を使った場のセッティングを行う。利に敏く狡賢く立ち回ったり、浦部編ではニセアカギを用意するなど、アカギからは「とっぽい」と評される。一方で鷲巣編の冒頭では倉田組の賭場の異常にいち早く気づき、殺されかけていたアカギを助けるなど人情味に厚い様子も見せている。
中学生編においてチキンランの捜査中に南郷らのいる雀荘を訪れる。状況などからそこにいたアカギが探していたホシだと確信するも、刑事である自分の存在を計算に入れたあからさまなイカサマの実行などに関心し、捜査を中断して部下を引き上げさせ自身は雀荘に留まってアカギの勝負を観戦。矢木を圧倒するもまだ足りないというアカギに対し、川田組との更なる高額レートの対局をセッティングし、利益を得る。
浦部編ではアカギが姿を消したのを良いことに平山をニセアカギに仕立て、川田組に売り込んで利益を得ようとする。結局、本物のアカギの登場によって計算が狂うも、浦部との高額レート勝負に川田と参席することとなる。
鷲巣編では平山の死から、犯人が闇の帝王・鷲巣だといち早く気づき、旧知の仰木に掛け合って、アカギを使って鷲巣の資産を根こそぎ奪うことを画策する。倉田組での騒動などを経て、鷲巣麻雀ではアカギの下家（鷲巣の上家）として彼をサポートする。最終的には鷲巣麻雀での勝利で分け前として1億円を獲得する。
野崎治（のざき おさむ）
声 - 佐藤雄大
浦部編・仲井編・手本引き編の登場人物。沼田玩具工場の工員。名字は手本引き編で判明。
ソバカスが特徴の童顔の青年。気が弱く、先輩の川島らに半ば無理やり従わされ、給料日に彼らが主催するイカサマ麻雀で金をむしり取られ続けている。後述の経緯から同僚のアカギに憧れ、追いかけようとするが、最終的には仲井編において仲井から彼を追うのを諦めるよう忠告される。川島らの初歩的な通しも見抜けないほどだが、麻雀の腕は低くはなく、浦部戦ではレートを知らされていなかったとは言え、川田より重厚な打ち回しと評価されている。
浦部編冒頭において、いつものように給料日当日に川島らに金をむしり取られたところを、アカギに責任転嫁せず、自己責任としたところをアカギに気に入られ、そのまま取り返してもらった上に見返りとして色も付けてもらう。その後、工場を辞めたアカギの後を追うようになり、そのまま浦部戦にも同席することになる。アカギの策によって、レートを伏せた状態で川田組の代打ちとして浦部と戦うこととなり、レートを知って動揺するまではいい勝負を行う。
続く仲井編では狂言回しとして登場し、アカギのようになりたいと雀荘に通う毎日であったが、そこで出会った仲井より諭され、彼を追うことを諦める。
手本引き編で再登場し、編の1か月前に雀荘で働いてところを偶然立ち寄ったアカギと再会し、そのまま身の回りの世話をすると言って行動を共にするようになる。アカギからはギャンブルの本質や自分のことがわかっていないと見なされ、手本引きでの勝ち金を元手にラーメン屋を始めることを勧められる。
現代を舞台にした『闇麻のマミヤ』ではラーメン屋の老店主として登場し、主人公・マミヤとの連絡役を担っている（本人はギャンブルから足を洗っている）。
仰木武司（おおぎ たけし）
声 - 二又一成
演 - 田中要次（ドラマ）
鷲巣編における狂言回し。山東組傘下・稲田組の若頭。
極道の幹部らしい落ち着いた中年男性。元々、鷲巣と繋がりを持ち、彼が狂う前には高レート麻雀の相手となる若者を紹介していた。のち旧知の安岡から、巷を騒がせる連続変死事件の犯人が鷲巣であることや、アカギを使って彼の全財産5億円（現在価値で約50億円）を根こそぎ奪うことを提案され、これを受ける。久しぶりの鷲巣との対面では「従順な羊」であることを止め、刺客アカギを使って、落ち目のあなたを狩りに来たと啖呵を切る。鷲巣からアカギの敗北時には自身の腕一本を切り落とすという条件追加の要求にも、顔色一つ変えず受ける。
鷲巣麻雀においては鷲巣への取り次ぎと、勝ち金を確実に確保するための武力として部下を率いる役目を担い、対局中はアカギの背後で勝負を観戦する。アカギや鷲巣の狙いを予想し、仰木の心中の思考という形で読者への説明を兼ねている。しかしながら、2人の奇想天外な打ち回しに動揺し、一喜一憂する場面も多い。
鷲巣を討ち取ると宣言したが必ずしも命まで奪うことは本意ではなく、鷲巣の血抜きが1900ccに達する際には金で済まそうとしている（もし鷲巣がそのまま死ねばアカギの勝利となるため、止める理由がない）。最終的には鷲巣麻雀での勝利で分け前として1億円を獲得する。

### 中学生編
竜崎（りゅうざき）
声 - 中田浩二
演 -六角慎司 / 小木茂光
川田組の幹部組員。
麻雀による素人殺しを生業とした強面の男。安岡によれば相当な打ち手として名が知られた存在だが、実際に対決したアカギからは「圧力を背景にして、手のすくんだ相手をとってきた二流の打ち手」と評されている。
南郷の借金の貸元であり、賭け麻雀で自分に勝てば300万円の借金をチャラにし、負ければ保険金で支払わせるという取り決めを行う。その中で突然雀荘にやってきたアカギを、南郷が代打ちに指名したことで、結果としてアカギの最初の対戦相手となる。彼の並外れた才能に圧倒され、代打ちの矢木に後を託す
原作では自身が原因となっている市川戦にも同席しているが、アニメでは不在。
丸メガネ
声 - うすいたかやす
竜崎の舎弟。名前不明。
坊主頭でロイド眼鏡をかけ、図形の柄の入ったシャツを着ている肥満体の男。南郷（アカギ）-竜崎との勝負において竜崎の上家に座る。早い段階で異常な勝ち方を続けるアカギに危機感を抱き、代打ちの矢木を呼ぶことを提案するが、その時点ではメンツを優先した竜崎に激昂され殴られる。
矢木圭次（やぎ けいじ）
声 - 高木渉
演 - 眞島秀和 / 松重豊
川田組の代打ち。
細身の壮年の男。アカギとの勝負で危機感を抱いた竜崎に代打ちとして呼び出される。当初はアカギを軽んじるような態度を見せるものの洞察力は鋭く、1局でその才能を見抜く。しかし、それでもなお、イカサマを含む経験の差や勝負前に指1本を賭けさせる脅しなどで勝てると踏んでいたが、ことごとく切り返される。結局、最後は完全にアカギに飲まれてしまい、完敗する。指の賭けを含めてその後は不明。
黒崎（くろさき）
声 - 内田直哉
川田組の若頭。
サングラスの男。竜崎が引き起こしたアカギとの対決において、一流の代打ちである市川を用意する。対決前にはアカギに寝返り（八百長）を提案するが実質的に拒否され、彼が交渉の対価として要求してきた拳銃を譲渡する。
アカギの常識外れな打ちまわしに驚愕するも、市川の力量を熟知しており、その打ち回しの意図なども容易く把握する。その上で、市川敗北後にさらに倍プッシュを求めるアカギに潔く負けを認め、引く。
6年後の浦部編では若頭は石川となっており、その後は不明。
市川（いちかわ）
声 - 田中秀幸
演 - 鹿賀丈史（ドラマ）
川田組の代打ち。
盲目の老人だが、代打ちとしては「裏世界で5本の指に入る」と囁かれる実力者。初対面時、アカギからは自分と同類の人間と評され（ただし、すぐに自分と同じ人間はいないから、どちらかは偽りの無頼と続く）、命のやり取りでも動じない泰然とした様子を見せる。盲目のため、市川との勝負では捨て牌を声に出して宣言するという取り決めが必要となるが、河を完全に記憶しているなど晴眼者には劣らず、盲牌で自分の手牌のみならず、自分が積んだ山の内容まで把握している。さらには超高速のすり替えといったイカサマの手練れでもあり、自分の前に山が残った状態ならば、その気になれば数巡でアガることも出来る。麻雀の合理性を重んじ、アカギのような派手さは無いが手堅く、素人相手ならその手筋を完全に読み切って勝つ。
竜崎・矢木戦の5日後に、黒崎に呼ばれアカギと戦うこととなる。事前の対面で互いに自分と同類と評し合い、実際の麻雀でも最初から決してアカギを軽んじることなく、自分の有利を利用して手堅く勝負を進め、アカギを苦戦させる。対局が長引き、なかなか決着がつかず、アカギから埒が明かないとして、互いの点数を十分の一にして早期決着をつけることを提案されるが、これを拒否する。盲目ゆえに見抜けないアカギ側の単純なイカサマで提案を飲まされるも、これが先述の自身がイカサマを行う口実を与えることとなり、さらにイカサマを使った大明槓による嶺上開花での責任払いを利用してアカギを追い込む。しかし、最後はアカギの異様な強運と共に、合理性を無視して、市川の思考もイカサマも保険も全て見切った責任払いの切り返しで完璧な敗北を喫する。そのショックで茫然自失となってしまい、黒崎からは「（格付けが済んで）アカギには今後一切及ばない」と評される。また、この時の対局は後に「伝説の夜」と呼ばれるようになった。
モデルは俳優の天本英世。『HERO -逆境の闘牌-』にも登場するが、作中でもひろゆきが言及するように作中世界の時間経過を考えると市川本人ではない可能性もある（真偽は明らかにされない）。
ドラマ版では鷲巣と会うオリジナルシーンが描かれ、市川の台詞が後の鷲巣麻雀に繋がる天啓を彼に与えたことになっている。
アカギのチキンランの相手たち
声 - 三宅健太、中村悠一、奈良徹
4人組でアカギより少し年上の少年たち。チキンランで戦ったタケルという少年以外は名前は不明。
具体的な原因は不明だが、アカギと海沿いの断崖に向かって車を走らせるチキンランで対決することとなる。姑息な手を使い自分たちが勝つように仕組むも、ブレーキを踏まず、そのまま崖から飛び出すというゲームの前提条件を無視したアカギの策に惑わされ、タケルは中途半端な速度で崖から飛び出し、転落してしまう。一命を取り留めるも、元の身体には戻れないという。
その後、残った3人が逆恨みでアカギを人気がない夜の埠頭に呼び出し、タケルの報復として集団リンチを行う。仮に殺しても自分たちは「少年法で守られる」と嘯くが、黒崎から譲渡された拳銃での逆襲にあって戦意を喪失する。
原作ではアカギに直接制裁を加えた少年が両足に計2発食らい、他の2人も1発ずつ撃たれる。アニメでは前者に対する2発の銃撃のみである。
宮内和輝
声 - 藤本譲
竹吉組組長。
アカギと市川の勝負において安岡に頼まれて勝負の立会人となった任侠。

### 浦部編
ニセアカギ / 平山幸雄（ひらやま ゆきお）
声 - 佐藤銀平
演 - 藤岡信昭(ドラマ)
安岡の相棒である代打ち（のち川田組の代打ち）。
アカギとよく似た風貌をした、白髪のオールバックに赤いサングラスの青年で、安岡が仕立てた偽者のアカギ。浦部編では一貫して「ニセアカギ」と呼ばれており、本名が登場するのは鷲巣編からである。常人離れした記憶力と計算力を持ち、アカギとは違った意味での天才。だが、当のアカギ本人からは「凡夫」と評価され、石川からも「天才ではあるが所詮は俺たちでも努力すればたどり着ける延長線上でしかない」と評される。普段は自信家だが計算や確率に依存しており、アカギや浦部など、格上相手が仕掛ける非合理的な事態に直面すると、途端に狼狽してしまう。川田からは「そこそこの相手とのそこそこのレート勝負」なら安定するが、理も無視する格上相手には勝てず、極高レートの重要な勝負では「今一時の気持ち」が足りないと評される。
浦部編の冒頭から登場し、すぐに石川から偽者だとバレるものの、そのクレバーな打ち回しを川田に気に入られ、組の代打ちとなる。その後、本物のアカギと対面して格の違いを見せつけられ、後日、川田の余興で実際に麻雀で対決する段取りが組まれる。ところが舐めて掛かった藤沢組の代打ち・浦部の罠に嵌って、3200万円という大金を賭けた戦いに巻き込まれ、狼狽して危機に陥り、川田に見限られる。結局、アカギと戦うことはなく、姿を消す。
鷲巣編の冒頭において発見された遺体の正体として再登場する。すなわち鷲巣麻雀において敗北し、血液を抜かれて失血死した。また、この件によって、かつての相棒・安岡が連続殺人の犯人が鷲巣だと気づくきっかけとなる。
川田（かわだ）
声 - 川久保潔
演 - 中尾彬（Vシネマ）
川田組の組長。浦部編の狂言回し。
禿頭の威厳ある男。浦部編冒頭において安岡よりニセアカギを紹介されるが、偽者と判明した後も、その安定的な打ち回しを気に入り重用する。同編前半ではニセアカギを評価したり、現金による解決など合理主義者のように見えるが、一方では大ヤクザの長として精神性も重視しており、極高レートの浦部戦では、その点が軟弱なニセアカギをたやすく見限る。石川が全く理解できなかったアカギの不可思議な打ち筋を少なからず見抜くなど、洞察力も高い。
石川（いしかわ）
声 - 福田信昭
川田組の若頭。
髭にサングラスの男。かつてアカギと市川が戦った「伝説の夜」に居合わせており、川田よりニセアカギの真贋を判断するよう命令される。ニセアカギの打ち回しに違和感を覚えつつ、その実力を評価するが、市川戦の時に見せた異様な強さというものは見られず衰えたと判断する。それでもなお代打ちとして十分通用すると川田に報告するが、その直後に本物のアカギと偶然出会い、違和感の正体（そもそも偽者だったこと）に気づく。その後、部下に素性を調べさせてアカギと確信し、南郷の手を借りて彼を再び賭博の世界へと呼び出す。
浦部（うらべ）
声 - 風間杜夫
演 - 古田新太（Vシネマ）
藤沢組の代打ち。
反っ歯が特徴の関西弁の中年男。ニセアカギの対戦相手として登場し、当初は気弱で打ち筋も平凡、ニセアカギ相手に下手に出るが、本性は狡猾で、彼より数段格上の打ち手。基本的に相手の打ち筋を観察してから攻勢に打って出るスタイルであり、相手の出方を探りながら逃げる猶予を残しておくなど、アカギからは「保留の麻雀」と評される。
藤沢組の代打ちとして、川田組の代打ちニセアカギとレート50万の半荘戦を行う形で作中に登場する。上記の通り、全く強さを見せずに弱気に振る舞い、その上でニセアカギを油断させ、半荘戦でニセアカギか浦部のどちらかが1位にならなければレートを倍にして次局に引き継ぐという条件を飲ませる。その上で巧みに局を支配し、ニセアカギが1位を取らないように打ち回し、最終的にレートを3200万円まで吊り上げ、額の大きさに狼狽したニセアカギを一気に追い込む。しかし、アカギにはその本質を見抜かれており、徹底的な情報の隠蔽や、偶機の北待ちに翻弄されてアカギの打ち筋が分からないままオーラスを迎え、最後は彼の裸単騎に河底で振り込んでしまい（河底撈魚）、最大7万点あったリードをひっくり返され敗北する。
策に溺れた自爆によって藤沢組に多額の損害を与えたことで、対局直後に3200万円の負債に加え、手の指全てを潰されるという凄惨な制裁を受ける。そして怒りの口調でアカギに再戦を誓うも、自分の怒りにすら損得を絡め、本当の怒りを持てる人間ではないと見抜かれており、負ければ手首を切り落とす勝負を今すぐしようと持ち掛けられ、自分の主張を引っ込めてしまう。
後の『HERO -逆境の闘牌-』ではその後の動向が描写されており、香港で大湾（ダーワン）を名乗り暗躍する。アカギとの再戦を目標にしていたが、アカギ本人が故人となったことを知ると、アカギの遺志を継ぐ井川ひろゆきに標的を変えて彼の前に立ちはだかる。
藤沢（ふじさわ）
声 - 家弓家正
藤沢組の組長。
白髪の角刈り頭が特徴の男。レートが3200万円に上昇したとして途中より対局に臨席する。浦部の勝ちを確信しており、川田組が負けた場合に約束を反故しないように牽制する。終盤、点差が詰まる中で浦部を心配するが、彼の勝てるという言葉を信じる。
川島（かわしま）
声 - 黒田崇矢
沼田玩具工場の工員。
丸眼鏡をかけた若い男。取り巻きの田原、古谷と共に毎月の給料日に社員寮で後輩社員を誘った賭け麻雀を開く。その実態は初歩的な通しを使った3対1のイカサマ麻雀で、後輩をカモに給料を巻き上げていた。
初給料日となった新入社員のアカギを相手に「歓迎会」と称して、上記のイカサマ麻雀に半ば無理やり参加させようとする。この時はアカギに石川と南郷の訪問があったために有耶無耶となり、結局、いつものように後輩の治をカモとする。その後、寮に帰ってきたアカギにイカサマを見抜かれた上で、彼がニセアカギとの勝負で得た200万円の大金を賭けたゲームを提案され、自分たちが絶対に勝てると確信してこれを受ける。しかし、全部アカギの罠であり、逆に全財産を失う。その翌朝に工場を辞めたアカギの前に田原、古谷と共に現れ、暴力で200万円を含めて脅し取ろうとするが、あっさりと返り討ちに遭う。
田原（たはら）
声 - 三宅健太
沼田玩具工場の工員。川島の取り巻き。
小太りの青年。アカギの賭けの誘いに乗った川島に注意を促すなど、慎重な一面も見受けられる。最後にアカギを襲った際も、唯一、攻撃を受けず、負傷した2人の「後片付け」を命令される。
古谷（ふるや）
声 - 中村悠一
沼田玩具工場の工員。川島の取り巻き。
長身でスポーツ刈りの青年。川島以上に血の気が多く、最後も逆恨みの恨み節でアカギに暴力を振るおうとするが、虚を突かれたところを、川島と共に返り討ちに遭う。

### 仲井編
仲井純平（なかい じゅんぺい）
麻雀の真剣師。
雀荘などでの賭け麻雀で生計を立てている九州弁の男。強かでさっぱりした性格。アカギの噂を聞きつけ、通し（自他の手牌を通報しあうイカサマ）を用いて勝負を挑むが敗北する。そこで彼の力の本質を知り、彼に付いて行こうとする治を引き留める。
アニメ版では未登場。

### 鷲巣編
鷲巣巌（わしず いわお）
声 - 津嘉山正種 / 若本規夫（ポーカーチェイス）
演 - 津川雅彦（ドラマ）
戦後日本の影の支配者。1965年8月の時点で75歳。
長い白髪をオールバックにした、大きな釣り目で鷲鼻の老人。戦前は内務省官僚として出世するも早期に日本の敗戦を予測し、退職。戦後にコンサルタント業を立ち上げると内務省時代の情報（スキャンダル）や人脈（コネ）を駆使して政財界の要人たちを背後から操り、巨万の富を築き上げて「闇の帝王」「昭和の怪物」などと異称される。卓越した先見性と頭脳だけではなく、神懸かり的な「剛運」を有し、自分を絶対的な王として唯我独尊に振る舞う。アカギから唯一「自分と同類」と認められた存在。もともと『天 天和通りの快男児』においても、かつてのアカギの強敵としてその存在について触れられている。福本作品では大物の部下やヤクザは黒スーツにサングラスの「黒服」で統一されることが多いが、鷲巣の部下たちは白スーツとなっており、「白服」と呼ばれる（作中上は稲田組の組員と見分けられる演出でもある）。
もともと稲田組を通して挑戦者の若者を提供して貰う高レート麻雀を嗜んでいたが、老いと死への絶望から狂い、血液を賭けさせ、若者の命を奪う「鷲巣麻雀」を発案する。これによりニセアカギこと平山を始めとして何人もの命を奪うが、やがてその死体が発見されたことで一転して窮地に立たされる。それでも多額の金とコネを使って海外で10年ほどほとぼりを冷ませば済むまで盛り返すが、まったく懲りておらず、日本滞在のラスト勝負としてアカギとの勝負が組まれることとなる。
純粋な麻雀の技量はアカギに劣るものの、「鷲巣麻雀」を知り尽くしていることや、牌を自らの手で引くという「剛運」の作用する形で好配牌と神懸かり的なツモを行う。結果として、アカギに勝てず、その多額の資産を削り取られていく形にはなるものの「運だけ比べたら話にならない」とアカギに言わしめ、何度も彼を窮地に陥れる。一方でその「剛運」によって降りたい時でも有効牌を引き続けてしまうというデメリットもある。
半荘6回戦の長丁場において、途中でアカギを失血死に追い込めば勝利できるという鷲巣に有利な状況下で、隠し財産も含め6億円（現在の価値で60億円）を結果として奪われ、最後は自ら血液を賭ける状況にまで追い込まれる。自らの身体を心配する部下たちを恫喝してまで、なおアカギとの勝負に拘り、採血量が合計1900ccに達して一度は臨死体験する。その後、復活を遂げ、最終6回戦のオーラスまで引っ張り、そのまま行けば勝ちが確定する中で昏睡状態に陥り、部下の独断で輸血を受け敗北が確定する。しかしながら、アカギは自分は負けていたとして勝ち金を受け取らなかったことを覚醒後に知り、勝負結果に納得せず、アカギが置いて行った大金を元手として、彼との再戦を願って日本中を捜し続ける。
本作での人気を受けてスピンオフ作品『ワシズ -閻魔の闘牌-』が制作され、彼を主人公として戦後日本で成り上がっていく物語が展開された。
岡本（おかもと） / 吉岡（よしおか）
声 - 三宅健太
演 - 郭智博（ドラマ）
鷲巣の部下でリーダー的存在。
鷲巣に仕えて十数年という古参の部下。彼から杖で殴られるなど、理不尽な目に遭いながらも慕っている。対局中は基本的に鷲巣の真後ろに控える。
アカギとの勝負でも基本的には鷲巣に献策や助言を行うが、鷲巣以上にアカギを恐れるあまり目先の損得や保身を優先して些細な悪い可能性や僅かなリスクさえも避けようとするなど過剰な心配をしてしまい結果的に鷲巣の勝機を逃し、足手纏いになってしまう場面もあった。
名前については表記揺れないし誤植があり、岡本の場合と吉岡の場合がある。また、アニメ版では吉岡、ドラマ版では岡本で統一されている。
『ワシズ -閻魔の闘牌-』で描かれた来歴によれば鷲巣に憧れ最初の部下となった。
鈴木（すずき）
声 - 森川智之
演 - 笠原秀幸（ドラマ）
鷲巣の部下。対局において鷲巣の下家（アカギの上家）。
アイコンタクトだけでほぼ通しに近い、鷲巣との意思疎通を行い、鷲巣麻雀では重要な戦法となる差し込みなど、的確にサポートする。基本的に自分のアガリは考えておらず、ひたすら差し込み用の牌を揃えることに専念している。
『ワシズ -閻魔の闘牌-』で描かれた来歴によれば元特攻隊員で先身性と頭の切れる逸材。このため鷲巣に目を付けられ部下にするエピソードが展開される。当時のあだ名は「ハヤブサ」（日本陸軍の戦闘機・隼のパイロットだったため）。
山中（やまなか）
声 - 大塚芳忠
演 - 水橋研二（ドラマ）
山東組傘下・倉田組の賭場（丁半博奕）の壷振り。
角刈りと両方の二の腕から肩越しまで入った刺青が特徴の男。卓越した洞察力から全ての客の心理を読み切り、目を意図的に操作することによって大勝を許さない、胴元として優れた人物。しかし、アカギには通用せず、逆に彼の心理的誘導に翻弄されてしまう。積み重なった負け分を補填するため最後の大勝負を挑むが、それも失敗する。ここに至って日本刀で斬りつけるなど、暴力で強引に脅し、負けを認めるように圧力をかけるが、仰木の介入によって不発に終わる。
倉石（くらいし）
声 - 原康義
山東組傘下・倉田組の代貸。
角刈りと厚唇が特徴の男。賭場のトップとして丁半博打で連勝するアカギに対して危機感を覚え、最終的な山中や組員の暴挙を黙認する。ところが踏み込んできた安岡、仰木に現場を押さえられた上、仰木から組長に伝えることを示唆され、勝負を無かったものとしてアカギを引き渡すことに同意する。

### 手本引き編
矢代組若頭
本名不明。
手本引きにおいて胴も務める男。胴としての腕は遜色なく、仮に自分の手を読んで当たりを続ける張り手が現れても、偶然性を排している手本引きにあって、あえて脳内でサイコロを振るようにして札を選ぶという緩急で客を翻弄してきた。しかし、その偶然の選択の癖（キズ）をアカギに見抜かれ大敗する。
室中ら部下たちが強行策を取る中にあって、「スゲェ博徒に出会っちまった」と、アカギの手腕を内心では認め笑みを浮かべる。その後、やってきた老人を鷲巣だといち早く気が付き、室中の無礼を謝罪する。
室中
矢代組組員。
組の中でも血気にはやる男。暴力を使った金の回収すらもアカギに出し抜かれ「ぶっ殺してやる」と激怒し、直後やってきて自分たちを馬鹿にする車椅子の老人にも掴みかかる。ところがその老人に拳銃を奪われて脅された上に、その正体が鷲巣だと知って肝を冷やす。

## 鷲巣麻雀
「鷲巣麻雀編」で設定された、『アカギ』作中におけるオリジナルの麻雀ルール。基本的なルールは以下の通り。
- 面子は鷲巣と対戦者が対面同士、そしてそれぞれのサポート役が各1名ずつ下家に入って計4人。2対2のタッグ戦となるため、互いにサポーターとの間でのコンビ打ちが認められており、責任払いも無し。
- 同種牌4牌中3牌がガラス牌で、伏せられていてもその牌が何なのか全員に分かるようになっている。逆に、非透明牌は1種1牌だけなので、対戦者及びサポーターの手に非透明牌があれば、ライバルが同じ非透明牌を持っていたり、ツモられずに穴の中に埋もれている、ということはあり得ないと推理できる。
- 洗牌は半自動卓で行われ、山は積まず配牌やドラ、ツモ（リンシャン牌含む）は卓の中央の穴から取り出す。盲牌を防ぐため皮の手袋を右手に着用する。ドラ表示牌は卓の隅に設置された、牌を4個[注釈 7]（アニメ版では5個）まで収められる専用の台に置かれる。
- 配牌の後に親がもう一牌引き、その牌をドラ表示牌とする。単行本17巻第149話以降はドラ表示牌を最初に引いた後に配牌を行っている。裏ドラや槓ドラはそれぞれ通常の麻雀と同様のタイミングで引く。槓ウラがあるかどうかは不明（作中で槓ウラは一度も発生しなかったため）。
- 山がないことによる不要な混乱を避けるため、 暗槓・明槓がいくらあろうと、捨て牌の合計が70牌で流局。
- 複数同時ロンは頭ハネ。これにより、例えば鷲巣が対戦者に対して直接ロンしても、鷲巣の上家である対戦者側サポーターも同時にロンした場合、鷲巣のアガリは無効となる。
- 鷲巣は現金、対戦者は血液を賭ける。レートは通常血液10cc=10万円=1,000点で、持ち点は各20万点（成人男性の平均的な致死失血量が2000ccのため）。血液は和了時や半荘終了後の精算時、点数に応じ取り戻す事が出来る。
- 鷲巣と対戦者の間で直接点棒の授受があった場合、その場で点棒相当の血液または現金を授受する特殊な祝儀が存在する。ツモやロンなどの通常のアガリによる点棒移動はもとより、出したリーチ棒が結果的に鷲巣または対戦者に渡った場合も含まれる。チョンボやノーテンによる罰符も同様。
- 罰符についてはノーテン・チョンボいずれの場合も通常の点棒支払いに準じる。ノーテンの場合、仮に鷲巣と対戦者のサポーターがテンパイしていて対戦者がテンパイしていない時はサポーターとの授受を優先できるため、支払う義務は無い（逆の場合も同様）。
- 2万5000点持ちの3万点返し。半荘終了ごとに精算となる。終了時それぞれ10-30の順位ウマと、トップにはオカとしてさらに2万点が加算される。そして、鷲巣と対局者との点差に応じ、血や金を支払う。生き残るか鷲巣の持ち金を全て奪えば対戦者の勝ち、奪った金を得る。死に至るまで血を失えば対戦者の負けである。対戦者が負けた場合、それまでに得た金は全て没収される。
- 支払うのが鷲巣である場合は金を、対戦者が支払う場合は血液で支払う。ただし、鷲巣から対戦者に支払われる時、既に抜かれた血液があった場合、金の代わりに血液を戻す事を選んでも良い（金と血液の組み合わせでも可）。
- 勝負は半荘6回。トップのアガリ止めあり（逆にアガリ止めを放棄し連荘するのもあり）。
- メインとなるのはあくまで鷲巣と対戦者の勝負であるため、互いのサポーターが箱割れしても勝負は続行する。その場合、黒い点棒（箱下棒）で箱下精算を行う。

加えて、アカギとの勝負においては、以下の取り決めが追加された。
- レートを10倍に上げる（血液2,000cc=2,000万円=2万点）。
- 半荘2回が終わるたび、続行か打ち切りかを鷲巣が決められる。
- アカギが奪われた血液は全て戻すことなく破棄する（5回戦開始前）。
- 誤ロン、誤ツモがあった場合、チョンボの満貫払いはアカギ・安岡のアカギ陣営ならアカギの血液を、鷲巣・鈴木の鷲巣陣営なら鷲巣の残金を、それぞれ満貫の点数分支払う（6回戦開始前）。
- アカギが鷲巣に順位で上回れぬ場合、その精算は金でなく必ず血液で支払う（6回戦開始前）。
- 6回戦途中で鷲巣は資金が底を突いたため、アカギ同様に精算には血液を用いるようになった。レートはアカギと同じく100cc=100万円=1,000点である。

プレイヤーが盲牌防止用の手袋を装着しているため、ツモを行う際に指先の感触では牌の表裏を判別出来ない筈だが、それによって非透明牌の表側が他家に見えてしまうなどのアクシデントは劇中では発生していない。
鷲巣麻雀のルールをそのまま出来る牌は、2003年に市川屋が“三透牌”として開発、販売開始した。
また、アニメ放送開始の2005年10月から他社が「闘牌伝説 アカギ麻雀牌」の廉価バージョンを発売開始したが、こちらは当初著作者の版権を得ていなかった。
また、セガネットワーク対戦麻雀MJ4 Evolutionにおいて、「ガラス牌ルール」として、同様に同種牌4枚中3枚がガラス牌となったルールにおいてプレイ可能なモードが登場する。
アニメのDVD特典映像用に実際にプレイされた際は、透明牌を2枚に減らして撮影された。

## 書誌情報
- 福本伸行『アカギ 闇に降り立った天才』 竹書房〈近代麻雀コミックス 〉、全36巻
  1. 「神域の闘牌」1992年4月24日発売、ISBN 4-88475-574-X
  2. 「異端の闘牌」1992年12月9日発売、ISBN 4-88475-620-7
  3. 「狂躁の闘牌」1993年9月29日発売、ISBN 4-88475-673-8
  4. 「哲理の闘牌」1994年6月27日発売、ISBN 4-88475-723-8
  5. 「狂瀾の闘牌」1995年4月17日発売、ISBN 4-88475-799-8
  6. 「逆理の闘牌」1996年1月27日発売、ISBN 4-8124-5005-5
  7. 「業火の闘牌」1997年7月10日発売、ISBN 4-8124-5138-8
  8. 「羅刹の闘牌」1998年4月27日発売、ISBN 4-8124-5193-0
  9. 「鬼神の闘牌」1999年2月27日発売、ISBN 4-8124-5281-3
  10. 「入神の闘牌」1999年11月27日発売、ISBN 4-8124-5333-X
  11. 「活眼の闘牌」2001年8月27日発売、ISBN 4-8124-5544-8
  12. 「夜叉の闘牌」2002年1月26日発売、ISBN 4-8124-5616-9
  13. 「死魔の闘牌」2002年6月27日発売、ISBN 4-8124-5670-3
  14. 「魔窟の闘牌」2003年3月27日発売、ISBN 4-8124-5792-0
  15. 「捻転の闘牌」2004年2月27日発売、ISBN 4-8124-5917-6
  16. 「邪気の闘牌」2004年9月27日発売、ISBN 4-8124-6022-0
  17. 「激浪の闘牌」2005年6月7日発売、ISBN 4-8124-6187-1
  18. 「曲折の闘牌」2006年2月27日発売、ISBN 4-8124-6436-6
  19. 「震駭の闘牌」2007年1月17日発売、ISBN 978-4-8124-6549-3
  20. 「悪霊の闘牌」2007年7月17日発売、ISBN 978-4-8124-6711-4
  21. 「決死の闘牌」2008年4月26日発売、ISBN 978-4-8124-6820-3
  22. 「魔境の闘牌」2009年2月17日発売、ISBN 978-4-8124-7035-0
  23. 「克己の闘牌」2009年10月5日発売、ISBN 978-4-8124-7165-4
  24. 「急転の闘牌」2010年6月11日発売、ISBN 978-4-8124-7287-3
  25. 「死地の闘牌」2011年7月27日発売、ISBN 978-4-8124-7640-6
  26. 「狂熱の闘牌」2012年7月17日発売、ISBN 978-4-8124-7744-1
  27. 「闇漠の闘牌」2013年7月17日発売、ISBN 978-4-8124-8344-2
  28. 「生滅の闘牌」2013年12月10日発売、ISBN 978-4-8124-8469-2
  29. 「彼我の闘牌」2015年3月2日発売、ISBN 978-4-8019-5202-7
  30. 「回天の闘牌」2015年8月1日発売、ISBN 978-4-8019-5335-2
  31. 「憤怒の闘牌」2016年5月16日発売、ISBN 978-4-8019-5521-9
  32. 「隘路の闘牌」2016年9月26日発売、ISBN 978-4-8019-5636-0
  33. 「妖異の闘牌」2016年12月15日発売、ISBN 978-4-8019-5704-6
  34. 「坩堝の闘牌」2017年4月15日発売、ISBN 978-4-8019-5908-8
  35. 「慟哭の闘牌」2017年11月1日発売、ISBN 978-4-8019-6094-7
  36. 「掉尾の闘牌」2018年6月27日発売、ISBN 978-4-8019-6308-5
- 『アカギ 悪魔の戦術』 著：福地誠 （近代麻雀コミックス 竹書房）闘牌の解説本。
  1. 1999年5月17日発売、ISBN 4-8124-5282-1
  2. 2000年7月27日発売、ISBN 4-8124-5420-4
  3. 2001年7月27日発売、ISBN 4-8124-5539-1

関連書籍
- 『アカギ ざわ・・ざわ・・』 アンソロジー…2011年8月10日初版発行、ISBN 978-4-8124-7641-3

|                      | 目次順/ | 50音順     | 頁数 | 備考                |
| -------------------- | ------- | ---------- | ---- | ------------------- |
| いがらしみきお       | 01      | いからし   | 2    | 4コマ               |
| 伊藤黒介             | 02      | いとうくろ | 4    |                     |
| 伊藤誠               | 03      | いとうまこ | 2    | 4コマ               |
| 岩谷テンホー         | 04      | おおい     | 2    |                     |
| 大井昌和             | 05      | おおい     | 4    |                     |
| 大和田秀樹           | 06      | おおわた   | 2    |                     |
| おーはしるい         | 07      | おおはし   | 4    |                     |
| 押切蓮介             | 08      | おしきり   | 4    |                     |
| 甲斐谷忍             | 09      | かいたに   | 3    |                     |
| 片山まさゆき         | 10      | かたやま   | 4    |                     |
| カラスヤサトシ       | 11      | からすや   | 4    |                     |
| 神原則夫             | 12      | かんはら   | 4    |                     |
| 喜国雅彦             | 13      | きくに     | 4    |                     |
| 桐島いつみ           | 14      | おきりしま | 2    |                     |
| CLAMP                | 15      | くらんぷ   | 4    |                     |
| 桑田乃梨子           | 16      | くわた     | 4    |                     |
| こいずみまり         | 17      | こいすみ   | 4    | 4コマ               |
| こしばてつや         | 18      | こしば     | 4    |                     |
| 西原理恵子           | 18      | さいはら   | 4+2  | 2作品、巻頭カラー4P |
| 山東ユカ             | 20      | さんとう   | 4    | 4コマ               |
| 志名坂高次           | 21      | しなさか   | 4    |                     |
| 師走冬子             | 22      | しわす     | 4    | 4コマ               |
| 鈴木ツタ             | 23      | すすきつ   | 4    |                     |
| 鈴木マサカズ         | 24      | すすきまさ | 4    |                     |
| 高橋のぼる           | 25      | かたかはし | 4    |                     |
| 田中圭一             | 26      | たなかけい | 4+6  | 2作品               |
| 田中琳 with 栖賀まゆ | 27      | たなかり   | 4    |                     |
| 張慶二郎             | 27      | ちょう     | 4    |                     |
| 柘植文               | 27      | つけ       | 4    |                     |
| トニーたけざき       | 27      | とにい     | 20   |                     |
| 浜田ブリトニー       | 27      | はもた     | 2    | 4コマ               |
| 前田治郎             | 27      | もえた     | 4    |                     |
| みずしな孝之         | 27      | みすしま   | 2    | 4コマ               |
| 三ツ森あきら         | 27      | みつもり   | 2    | 4コマ               |
| 村田ひろゆき         | 27      | むらた     | 4    |                     |
| 福本伸行             | 28      | ふくもと   | 2    | あとがき            |

## Vシネマ
飯田譲治が製作総指揮を担当、監督を舞原賢三が、アカギ役を柏原崇が務めた。

### 闘牌伝アカギ
1995年製作・発売。
スタッフ
製作・発売：竹書房
製作総指揮：飯田譲治
製作：高橋一平
監督：舞原賢三
脚本：田辺満
音楽：池頼広
闘碑指導：福島治
技術協力：オムニバス・ジャパン、CRAZY TV
プロデューサー：伊藤昭博、加藤威史、遠田孝一
販売協力：徳間ジャパンコミュニケーションズ
出演
アカギ：柏原崇
南郷：尾藤イサオ
安岡：寺田農
竜崎：小木茂光
矢木：松重豊
吹越満、小森谷徹 ほか
ナレーション：田中信夫

### 雀魔アカギ
1997年製作・発売。
スタッフ
製作・発売：竹書房、ギャガ
製作総指揮：飯田譲治
企画：伊藤明博、山地浩
監督：舞原賢三
脚本：田辺満
音楽：池頼広
闘碑指導：福島治、大山あゆみ
技術協力：オムニバス・ジャパン
プロデューサー：加藤威史、板谷健一、遠田孝一
販売協力：タキコーポレーション
出演
アカギ：柏原崇
浦部：古田新太
川田：中尾彬
安岡：寺田農
毛利賢一、岡安泰樹、吉田朝、俵木藤汰 ほか
ナレーション：田中信夫

## テレビアニメ
『闘牌伝説アカギ 〜闇に舞い降りた天才〜』と題して、2005年10月4日から2006年3月28日まで日本テレビほかの深夜に放送された。全26話。福本作品では初のアニメ化。現在はDVD-BOX2巻（DVD4枚x2・計8枚）にまとめられ発売中。2007年11月13日より、GyaOにてネットで初めて配信された。
基本的にストーリーは原作と同じだが、10年以上かけて連載された作品を26話に収めて放送したため、原作にあった台詞や場面が一部省略されている。いわゆる深夜アニメはほとんどが視聴率1 - 2%という中で、4%前後という高視聴率を記録したが、原作も完結していないため、最終話は勝負の途中（5回戦目直前）で終了した。
ストーリーや麻雀のルール上、おかしな描写が散見できることから製作上のツメの甘さも指摘されている。近代麻雀に掲載された萩原聖人のインタビューで、萩原が第1話を確認したときに、牌描写のミスでアカギがフリテンになっていたことをスタッフに指摘して修正されたとの暴露話があった。なお、このような事態になったのは、制作に携わった韓国人スタッフが麻雀を理解していなかったためとの証言が近麻誌上にある。対戦相手が驚愕したときの顔面が曲線状にゆがむ表現など、原作の特徴を非常に忠実に再現している。福本漫画の代名詞とも言える傍観者の心理的なざわめきを表現した書き文字「ざわ…ざわ…」は通常再現されていなかったが、最終話で遂に「ざわ…」の文字が使われた。
麻雀を得意とする実写系の俳優が数多く出演している事もあり、DVDボックスでは原作者・福本と主な出演者が実際に普通のマージャンや鷲巣麻雀（鷲巣麻雀は福本未参加）を行った特典映像ディスクが付属されていた。本作を放送したCS系放送局・日テレプラス&サイエンス（現・日テレプラス）ではダイジェスト版が放送された。
2007年1月1日早朝（番組表上では2006年12月31日の放送に組み込まれている）、日本テレビでのみ全話を各勝負ごとにまとめて約130分に再構成した総集編『超アニメ!!闘牌伝説アカギ2006特別版』が放映された。番組の随所にはアカギ役の萩原聖人がナビゲーターとして登場、本放送当時の心境を語りつつ、各勝負の状況を解説した。
なお、同じ福本作品で同じ会社からアニメ化されることとなった『逆境無頼カイジ』の主人公伊藤開司も萩原が担当している。また、同作に登場する兵藤和尊も津嘉山が担当している。
2014年にファミリー劇場で『逆境無頼カイジ』と共に再放送された。

### 声の出演
- アカギ - 萩原聖人
- 南郷 - 小山力也
- 安岡 - 玄田哲章
- 竜崎 - 中田浩二
- 矢木 - 高木渉
- 市川 - 田中秀幸
- ニセアカギ - 佐藤銀平
- 川田組長 - 川久保潔
- 石川 - 福田信昭
- 川島 - 黒田崇矢
- 治 - 佐藤雄大
- 浦部 - 風間杜夫
- 仰木 - 二又一成
- 鷲巣巌 - 津嘉山正種
- 鈴木（白服） - 森川智之
- 山崎（黒服）、田原（玩具工場の同僚）、吉岡（白服）など - 三宅健太
- 青木（黒服）、古谷（玩具工場の同僚）など - 中村悠一
- 黒服、白服など - 奈良徹
- ナレーション - 古谷徹

### ゲスト出演
- 丸メガネ - うすいたかやす（1 - 3話）
- 宮内組長 - 藤本譲（5 - 7話）
- 黒崎（黒服） - 内田直哉（4 - 7話）
- 川島 - 黒田崇矢（8 - 10話）
- 藤沢組長 - 家弓家正（10 - 13話）
- 山中 - 大塚芳忠（14話）
- 倉石 - 原康義（14話）

### スタッフ
- 原作 - 福本伸行
- 監督 - 佐藤雄三
- 監督助手 - 田中洋之
- シリーズ構成 - 高屋敷英夫
- キャラクターデザイン - 梅原隆弘
- 色彩設計 - 大野春恵
- 美術監督 - 横松紀彦
- 撮影監督 - 奈良井昌幸、Jung,Hee-mok、Oh,Seong-ha
- 編集 - 寺内聡
- 音楽 - タニウチヒデキ
- 音響監督 - 本田保則
- プロデューサー - 中谷敏夫、田村学、丸山正雄
- アニメーションプロデューサー - 篠原昭、白井勝也
- アニメーション制作 - マッドハウス
- 製作著作 - 日本テレビ、バップ、フォアキャスト・コミュニケーションズ

### 主題歌
オープニングテーマ「何とかなれ」
歌 - 古井戸
- オープニングとAパートの間で映画『ALWAYS 三丁目の夕日』のテレビコマーシャルがオンエアされた。この両作は年代設定が昭和32年ごろで、建設中の東京タワーが背景に登場しているという共通点を持つ。

エンディングテーマ
「アカギ」（第1話 - 第13話）
歌 - マキシマム ザ ホルモン
「S.T.S.」（第14話 - 第26話）
歌 - アニマルズ

### 各話リスト
| 話数 | サブタイトル       | 脚本       | 絵コンテ   | 演出                       | 作画監督                                       | 総作画監督        | 放送日         |
| ---- | ------------------ | ---------- | ---------- | -------------------------- | ---------------------------------------------- | ----------------- | -------------- |
| 1    | 闇に舞い降りた天才 | 高屋敷英夫 | 佐藤雄三   | 伊藤智彦                   | Kim,Dong-joon                                  | 梅原隆弘          | 2005年 10月4日 |
| 2    | 資質の覚醒         | 筆安一幸   | 佐藤雄三   | 田中洋之                   | Kim,Gi-du                                      | 梅原隆弘          | 10月11日       |
| 3    | 異端の策略         | 筆安一幸   | 鹿島典夫   | 鹿島典夫                   | 繁田亨                                         | 高田晴仁          | 10月18日       |
| 4    | 本物の無頼         | 浦畑達彦   | 増原光幸   | 長崎健司                   | Jang,Kil-yong                                  | 梅原隆弘 高田晴仁 | 10月25日       |
| 5    | 裏切りの絶一門     | 浦畑達彦   | 伊藤智彦   | 伊藤智彦                   | Kim,Dong-sik                                   | 梅原隆弘          | 11月1日        |
| 6    | 悪漢の資質         | 浦畑達彦   | 田中洋之   | 田中洋之                   | Kim,Gi-du                                      | 梅原隆弘          | 11月8日        |
| 7    | 無邪気な悪鬼       | 浦畑達彦   | 増原光幸   | 島崎奈々子                 | Kim,Dong-joon                                  | 梅原隆弘          | 11月15日       |
| 8    | 復活の前兆         | 広田光毅   | 高橋敦史   | 若林漢二                   | Jang,Kil-yong                                  | 梅原隆弘          | 11月22日       |
| 9    | 天才の真贋         | 広田光毅   | 鹿島典夫   | 鹿島典夫                   | 繁田亨                                         | 高田晴仁          | 11月29日       |
| 10   | 逆襲の予告         | 筆安一幸   | 芦野芳晴   | 池田重隆                   | Kim,Dong-sik                                   | 高田晴仁          | 12月6日        |
| 11   | 絶望への布石       | 筆安一幸   | 坂田純一   | 中村亮介                   | Kim,Gi-du                                      | 梅原隆弘          | 12月13日       |
| 12   | 偶機の魔法         | 浦畑達彦   | 新留俊哉   | 島崎奈々子                 | Kim,Dong-jun                                   | 高田晴仁          | 12月20日       |
| 13   | 風雷の軌道         | 浦畑達彦   | 青山弘     | 若林漢二                   | Kim,Dong-sik                                   | 梅原隆弘          | 12月27日       |
| 14   | 羅刹の新章         | 高屋敷英夫 | 高橋敦史   | 四辻たかお                 | Jang,Kil-yong                                  | 高田晴仁          | 2006年 1月3日  |
| 15   | 逢魔が時           | 浦畑達彦   | 増原光幸   | 池田重隆                   | Oh,Eun-soo Kim,Dong-sik Jang,Kil-yong 高田晴仁 | 梅原隆弘          | 1月10日        |
| 16   | 破滅の闘牌         | 筆安一幸   | 田中洋之   | 田中洋之                   | Jang,Gil-yong Son,Gil-young                    | 高田晴仁 梅原隆弘 | 1月17日        |
| 17   | 異才の証明         | 広田光毅   | 島崎奈々子 | 島崎奈々子                 | Kim,Dong-jun                                   | 高田晴仁          | 1月24日        |
| 18   | 呪縛の牌姿         | 広田光毅   | 新留俊哉   | 中村亮介                   | Jang,Hee-kyu                                   | 梅原隆弘          | 1月31日        |
| 19   | 鬼神の昏迷         | 広田光毅   | 坂田純一   | 山内東生雄                 | Kim,Hyeon-joon Kim,Dong-jun                    | 高田晴仁          | 2月7日         |
| 20   | 希望と愚行         | 浦畑達彦   | 若林漢二   | 若林漢二                   | Oh,Eun-soo Jang,Gil-yong                       | 梅原隆弘          | 2月14日        |
| 21   | 一縷の幻想         | 筆安一幸   | 伊藤智彦   | 池田重隆                   | Oh,Eun-soo Jang,Gil-yong                       | 梅原隆弘          | 2月21日        |
| 22   | 作為の足枷         | 筆安一幸   | 島崎奈々子 | 島崎奈々子                 | Kim,Dong-jun                                   | 高田晴仁 梅原隆弘 | 2月28日        |
| 23   | 剛運の威力         | 広田光毅   | 青山弘     | 佐藤雄三 田中洋之 若林漢二 | Jang,Hee-kyu                                   | 梅原隆弘          | 3月7日         |
| 24   | 魔物の意思         | 広田光毅   | 芦野芳晴   | 山内東生雄 島崎奈々子      | Kim,Dong-sik                                   | 梅原隆弘 高田晴仁 | 3月14日        |
| 25   | 殺意の誘惑         | 高屋敷英夫 | 田中洋之   | 田中洋之                   | Jang,Kil-yong Kim,Dong-sik                     | 梅原隆弘 高田晴仁 | 3月21日        |
| 26   | 狂気と闇と…        | 高屋敷英夫 | 佐藤雄三   | 佐藤雄三                   | Jang,Kil-yong Kim,Dong-sik                     | 梅原隆弘 高田晴仁 | 3月28日        |

### 日テレ雀ニック
日テレ雀ニック（にっテレじゃんニック）はアニメの本編終了後、1分間放送されたミニコーナー。アニメ公式サイトでもこのコーナーの動画を配信している（よみうりテレビでは当初放送されていなかったが、第13話から放送されるようになった）。オーディションで選ばれた白雀ニック（岡村麻純）、發雀ニック（松木櫻子）、中雀ニック（今野陽佳）の3人でアカギのプロモーションや麻雀のイメージアップを目指す活動をしていた。
主な内容は、雀ニックが雀荘に入ってアカギをプロモーションしたり、アカギに出演している声優のインタビューなど。前半は雀ニックが実際に麻雀をする回もあったが、後半はアカギグッズなどの宣伝が多かった。

### 放送局
| 放送局                  | 放送日時              | 放送期間                       | 備考              |
| ----------------------- | --------------------- | ------------------------------ | ----------------- |
| 日本テレビ              | 火曜 24:50 - 25:20    | 2005年10月4日 - 2006年3月28日  | 製作局            |
| 札幌テレビ              | 金曜 26:35 - 27:05    | 2005年10月7日 - 2006年4月21日  |                   |
| 中京テレビ              | 月曜 25:59 - 26:29    | 2005年10月17日 - 2006年4月24日 |                   |
| よみうりテレビ          | 月曜 25:43 - 26:13    | 2005年10月24日 - 2006年4月10日 | MONDAY PARK 第1部 |
| 日テレプラス&サイエンス | 水曜 24:30 - 25:00 他 | 2006年2月1日 - 7月3日          | CS放送            |

| 日本テレビ 火曜深夜アニメ枠 | 日本テレビ 火曜深夜アニメ枠       | 日本テレビ 火曜深夜アニメ枠 |
| 前番組                      | 番組名                            | 次番組                      |
| --------------------------- | --------------------------------- | --------------------------- |
| MONSTER                     | 闘牌伝説アカギ 闇に舞い降りた天才 | 桜蘭高校ホスト部            |

## テレビドラマ
『アカギ』（アカギ）は、同作品を原作としたテレビドラマ。BSスカパー!で2015年7月17日から9月18日まで、毎週金曜夜21時より放送された（全10話　1話あたり約1時間。第1話は未加入者でも無料で視聴できる）。
原作における「鷲巣麻雀」編をそのままドラマ化する形で制作されたが、「地上波や他の有料BS局では出来ない、スカパー!ならではの尖ったドラマを作る」というプロデューサーの制作方針に則り、通常のドラマには良くある初心者向けへの配慮的演出（例：「鷲巣麻雀編」に至るまでのストーリーダイジェスト付加、麻雀のルールを適宜説明するなど）は極力廃し、全10話のドラマを、ひたすらアカギと鷲巣の麻雀対決に費やす展開がなされた。当時原作が完結していなかったため勝負は6回戦南二局までを描写し、最終回は勝負のあとアカギが鷲巣邸から立ち去るシーンで締めくくられた。
Crunchyrollによって、150の国と地域に配信されることが決定。
続編『アカギ「竜崎・矢木編 /市川編」』は、BSスカパー！で2017年10月13日から11月10日まで放送された。全5話。
さらなる続編『アカギ〜鷲巣麻雀完結編〜』は、BSスカパー！で2018年5月25日から6月8日まで放送された。第1弾で展開された「鷲巣麻雀」編の続きから完結までが描かれた。全3話。

### キャスト（テレビドラマ）
- 赤木しげる - 本郷奏多[10]
- 鷲巣巌 - 津川雅彦[10]
- 仰木武司 - 田中要次[10]
- 安岡 - 神保悟志[10]
- 鈴木 - 笠原秀幸
- 岡本 - 郭智博（第一作）
- ニセアカギ - 藤岡信昭
- 山中 - 水橋研二
- 南郷 - 駿河太郎
- 竜崎 - 六角慎司
- 矢木圭次 - 眞島秀和
- 市川 - 鹿賀丈史

### スタッフ（テレビドラマ）
- 原作 - 福本伸行
- 脚本 - 田辺満、小林英造
- 音楽 - 牧戸太郎
- ナレーション - 田中良典
- アシスタントプロデューサー - 奥田由美、大河内聡子
- ラインプロデューサー - 堀尾星矢
- プロデューサー - 長内敦、伊藤裕史
- 監督 - 岩本仁志
- 主題歌 - 湘南乃風「DON’T BE AFRAID」（第一作、第二作）[10]「国士無双」（第三作）[15]

## ゲーム

### 闘牌伝アカギ（ゲーム）
1996年にマイクロネットからPlayStation用・3DO用ソフトとして発売。Vシネマ版を元にしており、ゲーム中ではVシネマの映像をそのまま使用している。

### アカギ 〜闇に降り立った天才〜
2002年12月12日にディースリー・パブリッシャーからPlayStation 2用ソフトとして発売（開発は、童）。漫画を元に製作されており、アカギ役を草尾毅、ナレーションを池田昌子が担当。2004年10月14日にSIMPLE2000シリーズ Ultimateとして廉価版が発売されている。鷲巣はエンディングに一瞬だけ登場する程度の扱い。

### 闘牌伝説アカギ 〜闇に舞い降りた天才〜
2006年3月3日にカルチャーブレーンからゲームボーイアドバンス用ソフトとして発売。アニメを元に製作されている。ストーリーモードでは対局開始時にミッションが提示され、達成できないとゲームオーバーになる。また、配牌や自摸牌の流れが再現されている局がある。例を挙げると、ストーリー序盤で三元牌が2枚ずつ配牌される局があり、相手の捨て牌をわざと鳴かずに見逃すと、警察の乱入で対局が中断されている隙に牌をすり替えて手牌が大三元四暗刻聴牌になっているという、原作通りのイベントが発生する。危険牌にカーソルを合わせた時、牌の上に「ざわ」という文字を出すことで絶対に振り込まないという部分を再現している（相手の捨て牌からの予測機能ではなく、100%当たり牌）。

### 闘牌伝説アカギDS 〜闇に舞い降りた天才〜
2007年8月9日にカルチャーブレーンからニンテンドーDS用ソフトとして発売。ゲームボーイアドバンス版と同様、アニメを元に製作されている。内容はほぼ同様だが、GBA版になかった鷲巣麻雀が入っている、卓と手牌が別々の画面で同時表示される、イベントシーンがフルボイスになっているなど、DSの機能を活かしつつ改良されている。チーム戦では2キャラ同時に操作し、コンビ打ちができるようになっている。

### アカギ鷲巣麻雀
2014年3月5日にイマジニアからスマートフォン向けサービス「auスマートパス」で配信。3D麻雀アプリ。原作を忠実に再現した「ストーリーモード」を搭載。人気の高い盲目の雀士「市川」や剛腕の雀士「浦部」など、個性豊かなライバルたちと全6ステージの麻雀対局を行っていく。ストーリーモードで倒したキャラクターは、「フリー対局モード」で対戦できる（キャラクターは全部で20種類）。各キャラクターは、声優による音声が搭載されているほか、それぞれの個性的な打ち回しを行う。

## 関連商品

### 麻雀牌
三透牌（さんとうはい）
販売：市川屋
2003年より発売開始。鷲巣麻雀ができる日本製麻雀牌。手袋、ドラ表示台、専用卓は付属していない。
闘牌伝説 アカギ麻雀牌
販売：（有）せいらく
2006年より専用牌として発売開始。

### テレビアニメ
闘牌伝説アカギ DVD-BOX 覚醒の書
2006年3月24日発売、1 - 13話収録
特典映像『夢の闘牌・アカギ杯グランプリファイナル』（約135分）（参加者：福本伸行/萩原聖人/風間杜夫/玄田哲章）※通常の麻雀
闘牌伝説アカギ DVD-BOX 羅刹の書
2006年5月24日発売、14 - 26話収録
特典映像『鷲巣麻雀最強位決定戦』（約122分）（参加者：萩原聖人/津嘉山正種）※鷲巣麻雀ルールによる一対一勝負

### パチスロ
アカギ〜永続の闘牌〜
2008年10月、藤商事より発売

### パチンコ
CR闘牌伝説アカギ 狂気編/覚醒編
2008年11月、奥村遊機より発売
CR闘牌伝説アカギ2 死闘編/狂気の沙汰編/神域編
2012年10月、奥村遊機より発売

### その他の商品
- 大戦乱!!三国志バトル - gloopsがMobageで提供しているソーシャルゲームに2014年8月より期間限定で描き下ろしカードが登場した。
- 戦国大戦 - セガのアーケードトレーディングカードゲームに2014年9月以降稼働のバージョン3.0より赤木しげると鷲巣巌がそれぞれ真田幸村と徳川家康に扮した描き下ろしカードが登場した。声優はアニメ版とは異なり、幸村（アカギ）を杉田智和、家康（鷲巣）を銀河万丈が演じている。
- アーケードゲームのセガネットワーク対戦麻雀MJ[17]・麻雀格闘倶楽部[18]でそれぞれコラボレーション大会が開催された。
- 雀魂 - キャットフードスタジオ制作、日本ではYostarが運営しているオンライン対戦麻雀ゲーム。2021年10月28日より本作品とのコラボイベントを開催、赤木しげると鷲巣巌がイベント限定キャラクターとして実装（担当声優はアニメ版のまま音声を新規収録）されているほか、イベント特殊ルールとして鷲巣麻雀を再現した「明鏡の戦」と、本作品の続編『闇麻のマミヤ』で用いられている「闇麻」を再現した「闇夜の戦」が実施されている[19]。